# 伯兹维尔拉巴斯蒂耶
伯兹维尔-拉巴斯蒂耶（法語：Beuzeville-la-Bastille，法語發音：[bøzvil la bastij]）是法国芒什省的一个市镇，属于瑟堡区。

## 地理
伯兹维尔-拉巴斯蒂耶（49°21'25"N, 1°22'15"W）面积4.34 平方千米，位于法国诺曼底大区芒什省，该省份为法国西北部沿海省份，西、北、东北三面环大西洋，东起顺时针与卡爾瓦多斯省、奧恩省、马耶讷省和伊勒-维莱讷省接壤。
与伯兹维尔-拉巴斯蒂耶接壤的市镇（或旧市镇、城区）包括：杜沃河畔列维尔、皮科维尔、圣梅尔埃格利斯。
伯兹维尔-拉巴斯蒂耶的时区为UTC+01:00、UTC+02:00（夏令时）。

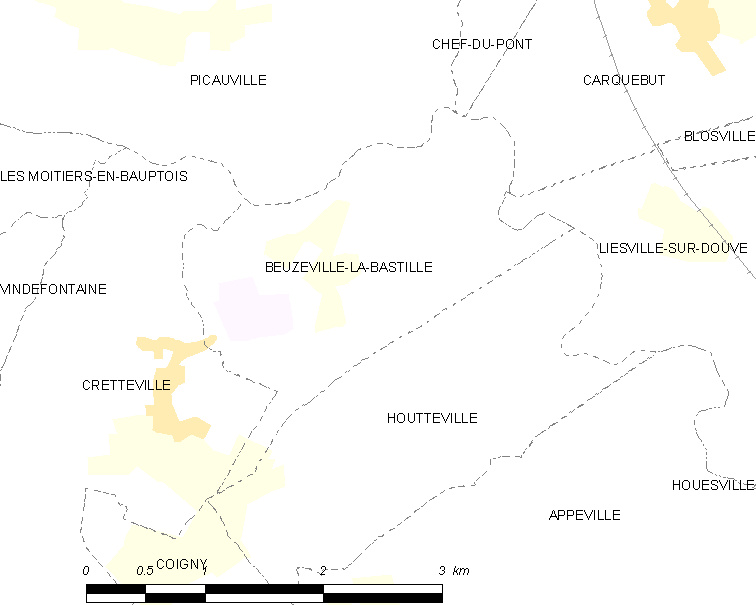
伯兹维尔-拉巴斯蒂耶的OSM定位图

## 行政
伯兹维尔-拉巴斯蒂耶的邮政编码为50360，INSEE市镇编码为50052。

## 政治
伯兹维尔-拉巴斯蒂耶所属的省级选区为卡朗唐莱马赖县。

## 人口

1962-2008年间伯兹维尔-拉巴斯蒂耶人口变化图示

伯兹维尔-拉巴斯蒂耶于2022年1月1日时的人口数量为147人。